# スターにアタック!勝抜き歌合戦
『スターにアタック!勝抜き歌合戦』（スターにアタック かちぬきうたがっせん）は、1976年4月7日から同年9月29日までTBS系列で放送されていた歌謡番組である。放送時間は毎週水曜 19:00 - 19:30 （日本標準時）。

## 概要
視聴者参加型の歌謡番組で、毎回一般からの参加者（アタッカー）5ないし6人が出場。出場者たちは、その回のゲスト歌手（アタックスター）2人の持ち歌に挑戦した。審査員は持ち点100点で500点満点。最高得点をマークしたアタッカーは「チャンピオン」となり、その後も番組に参加し続けた。
司会は大石悟郎が務めていた。アシスタントは、各回の収録エリアの女性アナウンサーが務めていた。
前番組『日本一のおかあさん』と同様に、収録は日本各地の公会堂にて公開形式で行われていた。そのため、TBSと各回収録エリアのJNN加盟局が製作局としてクレジットされた。
最終回では「グランドチャンピオン大会」が行われた。

## 審査員
- 服部良一
- 服部克久
- 猪俣公章
- 坂本スミ子
- このほか、毎回アタックスター2人が審査員を務めていた。ただし、アタックスターは2人で1組という扱いであった。